# Andrew Thomas (Komponist)

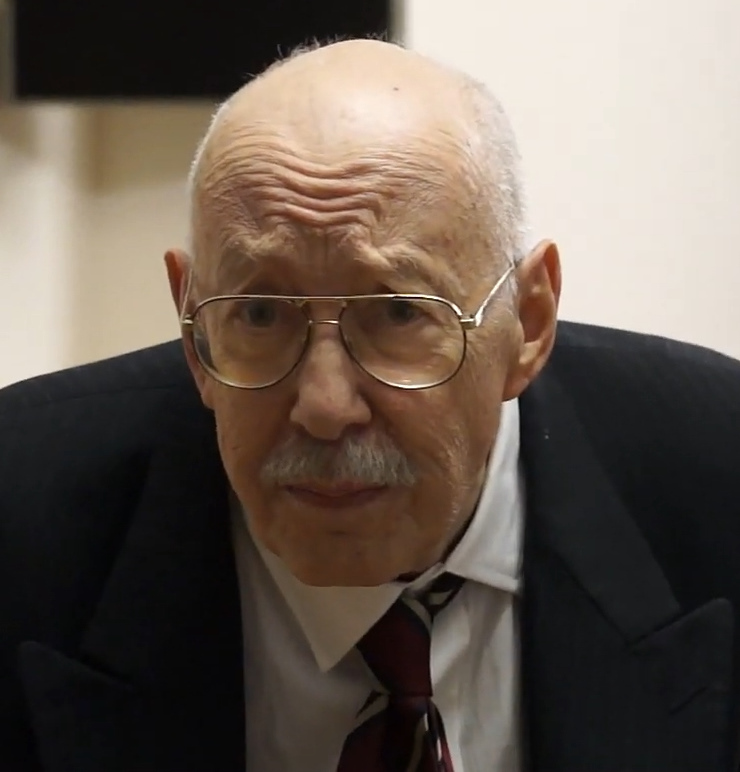
Andrew Thomas (Oktober 2019)

Andrew William Thomas (* 8. Oktober 1939 in Ithaca, New York) ist ein US-amerikanischer Komponist, Pianist und Dirigent.

## Leben
Thomas studierte bei Karel Husa an der Cornell University, bei Nadia Boulanger in Paris und Komposition bei Luciano Berio, Elliott Carter und Otto Luening an der Juilliard School. Von 1969 bis 1994 war er Professor an der Juilliard School in New York. Ab 2000 war er ständiger Gast in China. Viele Orchester und Kammermusikensembles führten seine Werke auf, so spielte 1997 das Deutsche Symphonie-Orchester Berlin unter Wladimir Aschkenasi sein Marimba Concerto. Er hat mehrere Auszeichnungen erhalten u. a. vom National Endowment for the Arts und die Distinguished Teacher Citation der White House Commission on Presidential Scholars.